# Nicky Whelan

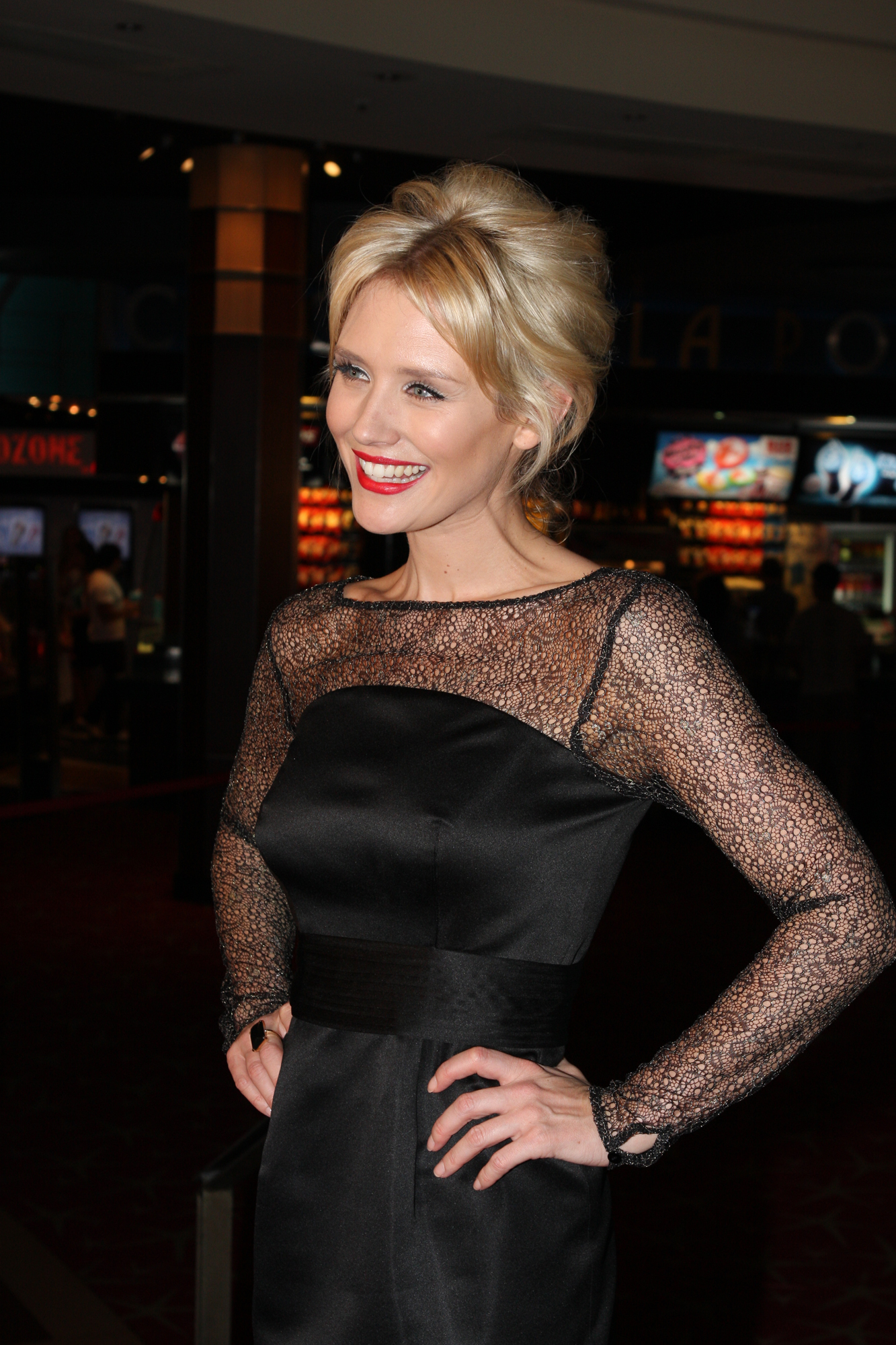
Nicky Whelan, 2011

Nicky Whelan (* 10. Mai 1981 in Cranbourne, Victoria) ist eine australische Schauspielerin und Model.

## Leben
Im deutschsprachigen Raum ist sie vor allem durch ihre Mitwirkung in der Serie Scrubs – Med School (2009/2010) und in der Filmkomödie Alles erlaubt – Eine Woche ohne Regeln aus dem Jahr 2011 bekannt.
Ihre Karriere als Schauspielerin begann sie 2004 mit einer Rolle in dem Film Russell Coight’s Celebrity Challenge, einer australischen Produktion. In den Jahren 2006 bis 2007 war sie in der Serie Nachbarn zu sehen. Seither übernahm sie Rollen in verschiedenen US-amerikanischen Film- und Fernsehproduktionen, darunter auch Gastauftritte in unterschiedlichen Serien. 2009 hatte sie eine kleine Nebenrolle in Halloween II.
Zudem erschienen Fotografien von ihr in den australischen Zeitschriften FHM, Ralph und Inside Sport.

## Filmografie (Auswahl)
- 2003: Pizza (Fernsehserie, Episode 3x05)
- 2004: Russell Coight’s Celebrity Challenge (Fernsehfilm)
- 2007: Little Deaths
- 2006–2007: Nachbarn (Neighbours, Fernsehserie)
- 2008: Hollywood Reality
- 2009: The Outside
- 2009: Halloween II
- 2009: Entourage (Fernsehserie, Episode 6x12)
- 2009: Melrose Place (Fernsehserie, Episode 1x05)
- 2009: Dave Knoll Finds His Soul (Fernsehfilm)
- 2009–2010: Scrubs – Med_School (Fernsehserie, 9 Episoden)
- 2010: Funny or Die Presents (Fernsehserie, Episode 1x09)
- 2010: Carpet Bros (Fernsehserie, Episode 2x01)
- 2011: Suite 7 (Fernsehserie, Episode 1x05)
- 2011: Alles erlaubt – Eine Woche ohne Regeln (Hall Pass)
- 2011: Friends with Benefits (Fernsehserie, Episode 1x02)
- 2011: Workaholics (Fernsehserie, Episode 2x03)
- 2012: Departure Date
- 2012: NTSF:SD:SUV:: (Fernsehserie, Episode 2x05)
- 2012: Table for Three (Fernsehfilm)
- 2013: The Power of Few (Fernsehserie, Episode 1x09)
- 2013: Paranormal Movie
- 2013: 20 Minutes – The Power of Few (The Power of Few)
- 2013: Franklin & Bash (Fernsehserie, 6 Episoden)
- 2013: Chosen  (Fernsehserie, 12 Episoden)
- 2014: Borrowed Moments
- 2014: Flug 7500 – Sie sind nicht allein (Flight 7500)
- 2014: Left Behind
- 2014: Matador (Fernsehserie, 13 Episoden)
- 2015: Satisfaction (Fernsehserie, 5 Episoden)
- 2015: Die Trauzeugen AG (The Wedding Ringer)
- 2016: Rebirth
- 2016: House of Lies (Fernsehserie, 2 Episoden)
- 2017: Tragedy Girls
- 2017: Tödliches Verlangen (Inconceivable)
- 2017: Valentine's Again (Fernsehfilm)
- 2017: Romance at Reindeer Lodge (Fernsehfilm)
- 2018: The Middle of X
- 2018: A Christmas Arrangement
- 2018: Sins and Seduction (Do Not Be Deceived, Fernsehfilm)
- 2018: Pretty Little Stalker (The Danger of Positive Thinking)
- 2019: Secrets at the Lake
- 2019: Trauma Center
- 2020: InstaPsycho (Fernsehfilm)
- 2020: Dear Christmas (Fernsehfilm)
- 2020: The Binge
- 2020: Love by Drowning
- 2021: The Method
- 2021: Last Night in Rozzie
- 2021: You're Not Safe Here (Fernsehfilm)
- 2022: Dangerous Methods
- 2022: Maneater
- 2023: The Best Man
- 2023: The Flood
- 2023: The Nana Project
- 2024: Crescent City